# Posturologia
La posturologia è quella branca della medicina alternativa che intende studiare quelli che ritiene essere i rapporti tra la postura del corpo e determinate patologie algiche che, secondo i sostenitori di tale pratica, deriverebbero da un errato assetto posturale. 
Secondo i posturologi, vari recettori del corpo se squilibrati potrebbero alterare la postura dell'individuo causando posizioni corporee scorrette nei tre assi dello spazio che, se in un primo tempo risultano anche asintomatiche, nel tempo potrebbero causare patologie algiche riferibili anche e/o solamente in altri apparati corporei lontani dal distretto in disfunzione. 
I recettori più importanti, secondo tali teorie, sarebbero: la pelle, l'occhio, l'orecchio ed il vestibolo, il piede, le cicatrici, la mandibola ed anche vari fattori emotivi e psicologici.
Non esistono prove scientifiche a supporto di tali teorie..